# Super ShowDown 2019
Super ShowDown 2019 è stata la seconda edizione dell'omonimo evento in pay-per-view di wrestling prodotto dalla WWE. L'evento si è svolto il 7 giugno 2019 al King Abdullah International Stadium di Gedda (Arabia Saudita).
L'evento è ricordato per la più grande Battle Royal mai avvenuta nella storia della WWE con cinquantuno partecipanti.

## Storyline
Il 13 maggio 2019 è stato annunciato dalla WWE che il WWE Hall of Famer Goldberg tornerà a Super ShowDown per sfidare The Undertaker. Si tratta del primo incontro in assoluto fra i due. Nel medesimo giorno sono stati annunciati anche un match fra Randy Orton e Triple H e una Battle Royal a 50 uomini.
Il 18 maggio, in aggiunta, è stato annunciato un match fra Bobby Lashley e Braun Strowman.
Nella puntata di Raw del 15 aprile Andrade ha sconfitto l'Intercontinental Champion Finn Bálor in un match non titolato. Successivamente, sia Bálor che Andrade sono passati al roster di SmackDown, dove il primo si è preso la rivincita sul secondo sempre in un incontro non titolato del 23 aprile. Il 19 maggio un match fra Andrade e Finn Bálor per l'Intercontinental Championship è stato annunciato per Super ShowDown.
Nella puntata di SmackDown del 16 aprile Vince McMahon ha annunciato Elias come il più grande acquisto della storia dello show, ma tale annuncio è stato interrotto da Roman Reigns, il quale ha colpito sia Elias che Vince con un Superman Punch. La settimana successiva, Shane McMahon, figlio di Vince, ha sfidato Reigns, il quale è stato a sua volta attaccato da Elias, il quale poi lo ha sfidato per Money in the Bank. Il 19 maggio, a Money in the Bank, Reigns ha sconfitto Elias in dieci secondi. Nella puntata di Raw del 20 maggio Shane ha dunque sfidato Reigns per Super ShowDown.
Nella puntata di SmackDown del 21 maggio il WWE Champion Kofi Kingston ha sconfitto Sami Zayn in un match non titolato ma, a fine incontro, Kingston è stato brutalmente attaccato dal rientrante Dolph Ziggler (appartenente al roster di Raw), il quale lo ha poi sfidato per un match per il WWE Championship a Super Show-Down, con Kingston che ha accettato.
Nella puntata di Raw del 27 maggio Baron Corbin ha sconfitto The Miz, Bobby Lashley e Braun Strowman in un Fatal 4-Way match, diventando lo sfidante di Seth Rollins all'Universal Championship a Super ShowDown.
A Money in the Bank, i Lucha House Party hanno attaccato Lars Sullivan, senza che il match fra i quattro potesse avvenire. La sera dopo, a Raw, Sullivan è stato nuovamente attaccato dai Lucha House Party riuscendo però a respingerli. Il 28 maggio è stato annunciato che, a Super ShowDown, i Lucha House Party avrebbero affrontato Sullivan in un 3-on-1 Handicap match.
Il 5 giugno è stato annunciato che i Revival e gli Usos si sarebbero affrontati nel kickoff di Super ShowDown.

## Risultati
| #       | Incontri                                                        | Stipulazioni                                          | Durata |
| ------- | --------------------------------------------------------------- | ----------------------------------------------------- | ------ |
| Kickoff | Gli Usos hanno sconfitto i Revival per squalifica               | Tag team match                                        | 7:15   |
| 1       | Seth Rollins (c) ha sconfitto Baron Corbin                      | Single match per il WWE Universal Championship        | 11:15  |
| 2       | Finn Bálor (c) ha sconfitto Andrade                             | Single match per il WWE Intercontinental Championship | 11:35  |
| 3       | Shane McMahon (con Drew McIntyre) ha sconfitto Roman Reigns     | Single match                                          | 9:15   |
| 4       | Lars Sullivan ha sconfitto i Lucha House Party per squalifica   | Three-on-one handicap match                           | 5:15   |
| 5       | Randy Orton ha sconfitto Triple H                               | Single match                                          | 25:45  |
| 6       | Braun Strowman ha sconfitto Bobby Lashley                       | Single match                                          | 08:20  |
| 7       | Kofi Kingston (c) (con Xavier Woods) ha sconfitto Dolph Ziggler | Single match per il WWE Championship                  | 10:15  |
| 8       | Mansoor ha vinto eliminando per ultimo Elias                    | 51-man battle royal match                             | 19:00  |
| 9       | The Undertaker ha sconfitto Goldberg                            | Single match                                          | 9:35   |